# Skillerticka
Skillerticka (Inonotus cuticularis) är en svampart som först beskrevs av Pierre Bulliard (v. 1742–1793), och fick sitt nu gällande namn av Petter Adolf Karsten 1879. Skillerticka ingår i släktet Inonotus och familjen Hymenochaetaceae.  Arten är reproducerande i Sverige. Inga underarter finns listade i Catalogue of Life.